# Graziano Cesari
Graziano Cesari (Parma, 23 dicembre 1956) è un dirigente sportivo ed ex arbitro di calcio italiano.

## Carriera

### Arbitro

Cesari tra il perugino Nakata (a sinistra) e il fiorentino Rui Costa (a destra) nel 1998

Appartenente alla sezione di Genova, ha esordito a quasi 34 anni dapprima in Serie B e successivamente in Serie A. Ha diretto 167 partite del massimo campionato, e numerosi sono stati anche gli spareggi da lui arbitrati, tra cui: Udinese-Brescia del 1993 e Verona-Reggina del 2001, validi per la permanenza in A; Juventus-Udinese e Inter-Bologna del 1999, per la qualificazione in Coppa UEFA; e Inter-Parma del 2000, per l'accesso in UEFA Champions League. In serie cadetta vanta la direzione del primo derby di Verona mai disputato, quello tra Verona e Chievo del 10 dicembre 1994. Insignito del Premio Mauro nel 2000, l'anno seguente ha diretto la sfida di Supercoppa italiana tra Roma e Fiorentina.
Promosso in campo internazionale nel 1994, durante la gara di Champions League del 28 settembre 1999 tra Bayern Monaco e Valencia è stato protagonista di un episodio che suscitò un certo clamore mediatico: Cesari non convalidò un gol della formazione spagnola, poiché arrivato in coincidenza del fischio finale; nonostante le proteste del club iberico, la decisione era in linea col regolamento. Ha inoltre diretto il play-off tra Australia e Uruguay valido per la qualificazione al campionato del mondo 2002: l'incontro ha rappresentato il suo debutto in ambito FIFA.
Si è ritirato nel 2002, per sopraggiunti limiti d'età.

#### Controversie
Pochi giorni dopo la gara tra Bayern Monaco e Valencia, è stato squalificato dall'UEFA perché sorpreso a fumare nell'intervallo dell'incontro.
Il 24 marzo 2002, dopo aver diretto la partita tra Inter e Roma, Cesari è stato il primo arbitro a comparire in televisione, nel corso de La Domenica Sportiva: la presenza nel programma, non avendo ricevuto autorizzazione, indusse la FIGC a comminargli una lunga squalifica che de facto ha posto termine alla sua carriera.
Inserito nell'ottobre 2016 dalla FIGC nella Hall of Fame del calcio italiano, in seguito alle proteste dell'Associazione Italiana Arbitri Cesari ha subito la revoca del riconoscimento poche settimane dopo a causa del ritiro della tessera arbitrale comminatogli nel 2003, punizione dovuta alla summenzionata intervista.

### Dopo il ritiro
In seguito all'addio ai campi, è divenuto moviolista per le trasmissioni di Mediaset  oltreché conduttore su Primocanale.